# Melampsora magnusiana
Melampsora magnusiana is een schimmel behorend tot de familie Melampsoraceae. Het is een roest die behoort tot het complex Melampsora populnea. Het komt voor op populieren en verschillende planten uit de Papaverfamilie (Papaveraceae). 
Melampsora magnusiana lijkt sterk op Melampsora aecidioides, maar een moleculaire studie toonde een verschil aan met Melampsora aecidioides. DNA-analyse tussen Melampsora magnusiana en Melampsora rostrupii toonde geen verschil aan, maar door de verschillende eigenschappen van de aecia wordt deze soort door sommige auteurs toch als een aparte soort beschouwd.

## Kenmerken
Spermagonia
Spermogonia zijn amfigenieus, subepidermaal, geel en komen voor aan beide kanten van het blad. De diameter is 140–150 × 80–100 μm.
Aecia
Aecia groeien aan de onderkant van het blad, vaak op de onderste bladeren. Ze zijn oranje en ongeveer 1 mm in diameter. De aeciosporen zijn hoekig, ellipsoïde en meten 14–23 × 12–20 μm en de wand heeft een dikte van 1 tot 1,5 μm.
Uredinia
Uredinia hebben een diameter van 0,3 tot 0,5 mm en groeien aan de onderkant van het blad. Urediniosporen zijn omgekeerd eivormig, ellipsoïde of langwerpig, zelden
subgloboïde of hoekig en meten 17–28 × 12–21 μm. De sporenwand is wrattig en heeft een diameter van 2,5 tot 3 μm. De parafysen zijn kopvormig, zelden knotsvormig en meten 40-54 × 13-23 μ met een wand van 3 tot 5 μm dik.
Telia
Telia hebben een diameter van 0,5 mm. Ze komen vaak voor in groepen en zijn aan de onderkant bruin. De teliosporen zijn zuilvormig.

## Verspreiding
Melampsora magnusiana komt voor in Europa (Duitsland, Finland, Zweden, Oostenrijk, Litouwen, Letland, Portugal, Estland, Spanje, Roemenië, Slowakije) en Azië (China, Rusland, Japan, Korea).

## Waardplanten
Deze soort komt voor op;
- Chelidonium majus (Stinkende gouwe)
- Corydalis cava (Holwortel)
- Corydalis intermedia (Boonhelmbloem)
- Corydalis pumila (Helmbloem)
- Corydalis solida (Vingerhelmbloem)
- Fumaria officinalis (Gewone duivenkervel)
- Papaver dubium (Bleke klaproos)
- Papaver rhoeas (Grote klaproos)
- Populus alba (Witte abeel)
- Populus × canescens (Grauwe abeel)
- Populus tremula (Ratelpopulier)